# Phylloscopidae
Phylloscopidae Alström et al., 2006 è una famiglia di uccelli dell'ordine dei Passeriformi. Comprende 77 specie che tradizionalmente venivano attribuite alla famiglia Sylviidae, ma che in base a una recente revisione filogenetica sono state collocate in una famiglia a sé stante.

## Tassonomia

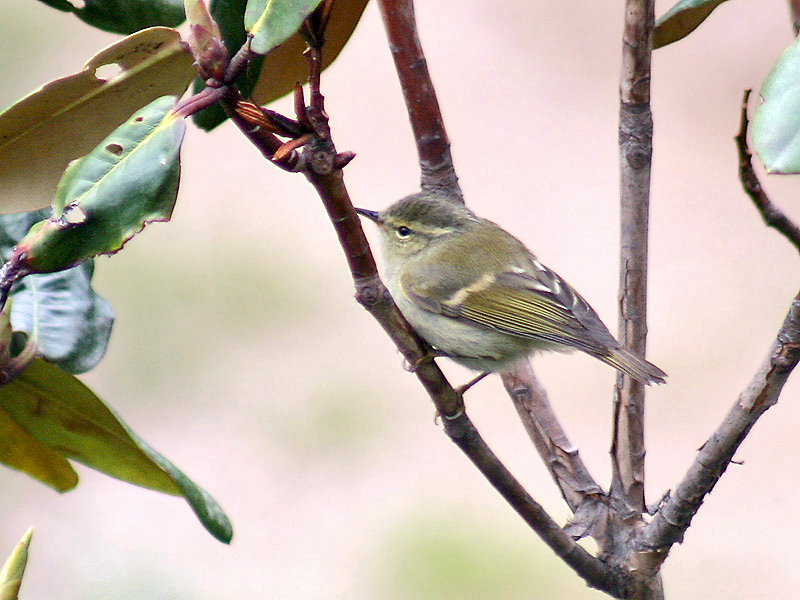
Phylloscopus humei

Comprende i seguenti generi e specie:
- Genere Phylloscopus

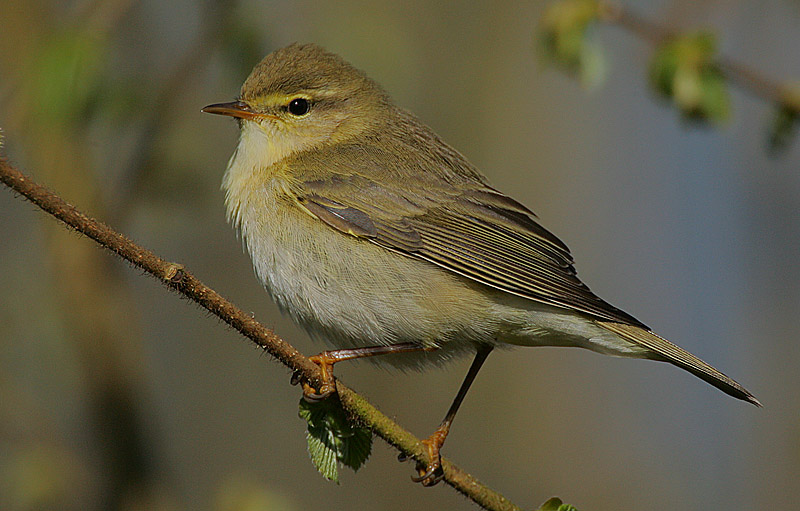
Phylloscopus trochilus

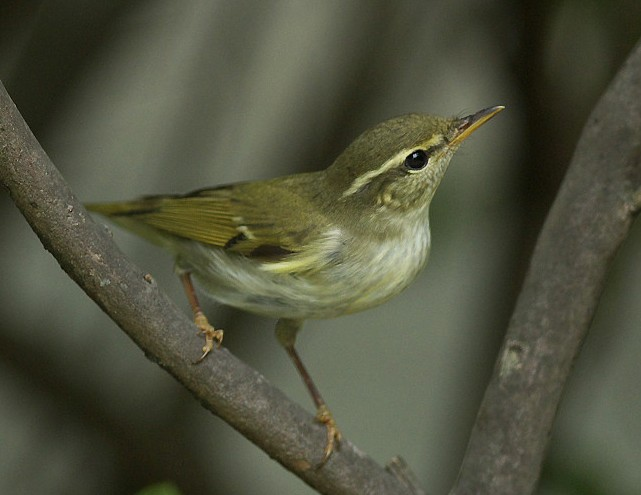
Phylloscopus borealis

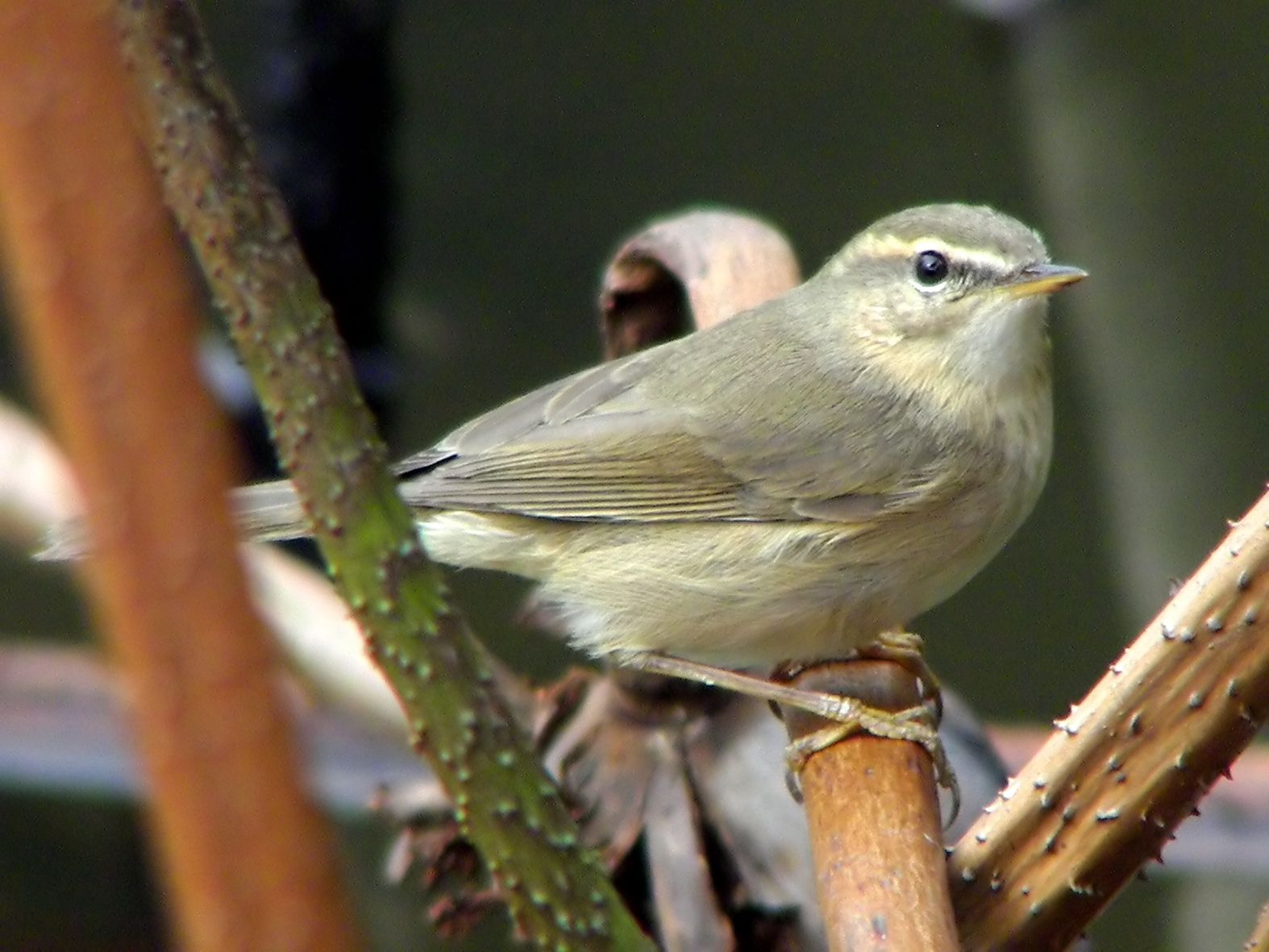
Phylloscopus fuscatus

  - Phylloscopus ruficapilla (Sundevall, 1850) - luì capirosso
  - Phylloscopus laurae (Boulton, 1931) - luì della signora Boulton
  - Phylloscopus laetus (Sharpe, 1902) - luì facciarossa
  - Phylloscopus herberti (Alexander, 1903) - luì capinero
  - Phylloscopus budongoensis (Seth-Smith, 1907) - luì ugandese
  - Phylloscopus umbrovirens (Rüppell, 1840) - luì bruno
  - Phylloscopus trochilus Linnaeus, 1758 - luì grosso
  - Phylloscopus collybita (Vieillot, 1817) - luì piccolo
  - Phylloscopus ibericus Ticehurst, 1937 - luì iberico
  - Phylloscopus canariensis (Hartwig, 1886) - luì delle Canarie
  - Phylloscopus sindianus Brooks WE, 1880 - luì orientale
  - Phylloscopus neglectus Hume, 1870 - luì grosso orientale
  - Phylloscopus bonelli (Vieillot, 1819) - luì bianco
  - Phylloscopus orientalis (Brehm CL, 1855) - luì di Bonelli
  - Phylloscopus sibilatrix (Bechstein, 1793) - luì verde
  - Phylloscopus fuscatus (Blyth, 1842) - luì scuro
  - Phylloscopus fuligiventer (Hodgson, 1845) - luì fuligginoso
  - Phylloscopus affinis (Tickell, 1833) - luì di Tickell
  - Phylloscopus occisinensis Martens, Sun & Packert, 2008 -
  - Phylloscopus subaffinis Ogilvie-Grant, 1900 - luì golacamoscio
  - Phylloscopus griseolus Blyth, 1847 - luì di Jerdon
  - Phylloscopus armandii (A. Milne-Edwards, 1865) - luì di Milne-Edwards
  - Phylloscopus schwarzi (Radde, 1863) - luì di Radde
  - Phylloscopus pulcher Blyth, 1845 - luì fulvo
  - Phylloscopus maculipennis (Blyth, 1867) - luì facciagrigia
  - Phylloscopus kansuensis Meise, 1933 - luì del Gansu
  - Phylloscopus yunnanensis La Touche, 1922 - luì del Sichuan
  - Phylloscopus proregulus (Pallas, 1811) - luì del Pallas
  - Phylloscopus chloronotus (Gray JE & Gray GR, 1846) - luì cinese
  - Phylloscopus subviridis (Brooks WE, 1872) - luì di Brooks
  - Phylloscopus inornatus (Blyth, 1842) - luì forestiero
  - Phylloscopus humei (Brooks, 1878) - luì di Hume
  - Phylloscopus borealis (Blasius, 1858) - luì boreale
  - Phylloscopus examinandus Stresemann, 1913 -
  - Phylloscopus xanthodryas (Swinhoe, 1863) -
  - Phylloscopus nitidus Blyth, 1843 - luì nitido
  - Phylloscopus trochiloides (Sundevall, 1837) - luì verdastro
  - Phylloscopus plumbeitarsus Swinhoe, 1861 - luì verdastro barrato
  - Phylloscopus tenellipes Swinhoe, 1860 - luì grosso zampechiare
  - Phylloscopus borealoides Portenko, 1950 - luì zampechiare giapponese
  - Phylloscopus magnirostris Blyth, 1843 - luì beccogrosso
  - Phylloscopus tytleri Brooks,WE, 1871 - luì di Tytler
  - Phylloscopus occipitalis (Blyth, 1845) - luì coronato grosso
  - Phylloscopus coronatus (Temminck & Schlegel, 1847) - luì coronato di Temminck
  - Phylloscopus ijimae (Stejneger, 1892) - luì di Ijima
  - Phylloscopus reguloides (Blyth, 1842) - luì coronato di Blyth
  - Phylloscopus claudiae (La Touche, 1922) - luì di Claudia
  - Phylloscopus goodsoni Hartert E, 1910 - luì di Goodson
  - Phylloscopus emeiensis Alström & Olson, 1995 - luì dell'Omei Shan
  - Phylloscopus davisoni (Oates, 1889) - luì codabianca
  - Phylloscopus ogilviegranti (La Touche, 1922) -
  - Phylloscopus hainanus Olsson, Alstrom & Colston, 1993 - luì di Hainan
  - Phylloscopus forresti Rothschild, 1921 - luì di Forrest
  - Phylloscopus cantator (Tickell, 1833) - luì facciagialla
  - Phylloscopus calciatilis Alström et al., 2009 -
  - Phylloscopus ricketti (Slater, 1897) - luì pettosulfureo
  - Phylloscopus olivaceus (Moseley, 1891) - luì delle Filippine
  - Phylloscopus cebuensis (Dubois, AJC, 1900) - luì di Dubois
  - Phylloscopus trivirgatus Strickland, 1849 - luì isolano
  - Phylloscopus nigrorum (Moseley, 1891) -
  - Phylloscopus sarasinorum (Meyer & Wiglesworth, 1896) - luì di Sulawesi
  - Phylloscopus presbytes (Blyth, 1870) - luì di Timor
  - Phylloscopus poliocephalus (Salvadori, 1876) - luì testagrigia
  - Phylloscopus makirensis Mayr, 1935 - luì di San Cristobal
  - Phylloscopus amoenus (Hartert, 1929) - luì di Kulambangra
  - Phylloscopus xanthoschistos (Gray, 1846) - luì pigliamosche testagrigia

- Genere Seicercus
  - Seicercus affinis (Moore, 1854) -
  - Seicercus burkii (Burton, 1836) -
  - Seicercus tephrocephalus (Anderson, 1871) -
  - Seicercus whistleri Ticehurst, 1925 -
  - Seicercus valentini (Hartert, 1907) -
  - Seicercus omeiensis Martens, Eck, Päckert & Sun, 1999 -
  - Seicercus soror Alström & Olsson, 1999 -
  - Seicercus poliogenys (Blyth, 1847) -
  - Seicercus castaniceps (Hodgson, 1845) -
  - Seicercus montis (Sharpe, 1887) -
  - Seicercus grammiceps (Strickland, 1849) -